# بومرنگ (شبکه تلویزیونی)
بومرنگ (انگلیسی: Boomerang) یک شبکه تلویزیون آمریکایی ساخته شده توسط شرکت برادران وارنر می باشد. برنامه های این شبکه برای کودکان می باشد و از برنامه های معروف آن می توان به لونی تونز، اسکوبی دو، عصر حجر، آزمایشگاه دکستر و تام و جری اشاره کرد.